# Briarcliffe Acres
Briarcliffe Acres es un pueblo ubicado en el Condado de Horry en el estado estadounidense de Carolina del Sur. El pueblo en el año 2000 tiene una población de 470 habitantes en una superficie de 1.7 km², con una densidad poblacional de 277.9 personas por km². 

## Geografía
Briarcliffe Acres se encuentra ubicado en las coordenadas 33°47′21″N 78°44′50″O / 33.78917, -78.74722. Según la Oficina del Censo, el pueblo tiene un área total de 1,7 km² (0,7 mi²), de la cual 1,7 km² (0,7 mi²) es tierra y 0 km² (0 mi²) (0.0%) es agua.

### Localidades adyacentes
El siguiente diagrama muestra a las localidades en un radio de 20 kilómetros (12,4 mi) de Briarcliffe Acres.

## Demografía
En el 2000 la renta per cápita promedia del hogar era de $82.437, y el ingreso promedio para una familia era de $100.000. El ingreso per cápita para la localidad era de $52.871. En 2000 los hombres tenían un ingreso per cápita de $100.000 contra $29.688 para las mujeres. Alrededor del 1.90% de la población estaba bajo el umbral de pobreza nacional. 